# Paul Bottomley
Paul Bottomley (sinh ngày 11 tháng 9 năm 1965 ở Harrogate) là một cựu cầu thủ bóng đá người Anh thi đấu ở Football League ở vị trí hậu vệ.